# Nunatak Shternberga
Nunatak Shternberga är en nunatak i Antarktis. Den ligger i Östantarktis. Australien gör anspråk på området. Toppen på Nunatak Shternberga är 1 285 meter över havet.
Terrängen runt Nunatak Shternberga är platt åt nordväst, men åt sydost är den kuperad. Trakten är obefolkad. Det finns inga samhällen i närheten.